# گئورگ هاکوبیان (دولتمرد)
گئورگ آراکلی هاکوبیان (ارمنی: Գևորգ Առաքելի Հակոբյան؛ زادهٔ ۲ نوامبر ۱۹۵۴) یک کارآفرین و سیاستمدار اهل ارمنستان است که از تاریخ ۱۹۹۹ تا تاریخ ۲۰۰۷ سمت نمایندگی دوره‌های دوم و سوم مجلس ملی جمهوری ارمنستان را برعهده داشت.

## زندگی‌نامه
در ۲ نوامبر ۱۹۵۴ در موخان، شهرستان کامو به دنیا آمد .